# Eckhart Tolle
Œuvres principales
Le pouvoir du moment présent (1997, Namaste Publishing - Première édition française : année 2000)
Eckhart Tolle, de son vrai nom Ulrich Leonard Tolle, né le 16 février 1948 à Lünen (Allemagne), est un écrivain et conférencier canadien d'origine allemande, auteur des best-sellers Le Pouvoir du moment présent et Nouvelle Terre (en).
Tolle raconte qu’il s'est senti déprimé toute la première partie de sa vie jusqu’à ce qu’il connût, à l’âge de 29 ans, une « transformation intérieure » à la suite de laquelle il passa plusieurs années sans emploi à vagabonder « dans un état de félicité profonde » avant de devenir "enseignant spirituel". Plus tard, il déménagea en Amérique du Nord où il commença à écrire son premier livre, Le Pouvoir du moment présent, qui fut publié en 1997 aux États-Unis et est devenu un best-seller international traduit en 33 langues. Tolle s’installa ensuite à Vancouver au Canada où il vit depuis.
Les ventes du Pouvoir du moment présent et de Nouvelle terre sont respectivement estimées en 2009 à trois et cinq millions d'exemplaires en Amérique du Nord. En 2008, environ 35 millions de personnes ont participé à une série de 10 webinaires en ligne en direct avec Tolle et la présentatrice d'émissions-débats Oprah Winfrey. Ces ouvrages font tantôt l'objet de critiques positives, mais aussi négatives.

## Biographie

### Jeunesse et scolarité
Né à Lünen en Allemagne, en 1948, il déménage en Espagne, à l’âge de 13 ans, pour vivre avec son père. À 19 ans, Tolle part au Royaume-Uni et, pendant trois ans, enseigne l’allemand et l’espagnol dans une école de langues londonienne. Selon ses dires, souffrant de « dépression, d’anxiété et de peur », il commence à « chercher des réponses ». Vers l’âge de 22 ans, il décide de poursuivre ses recherches en étudiant la philosophie, la psychologie, la littérature, et s’inscrit à l’université de Londres. Son diplôme[Lequel ?] obtenu, il commence à faire de la recherche à l’université de Cambridge en 1977.

### Transformation intérieure
Tolle raconte que durant une nuit de 1977, à 29 ans, après avoir souffert de longues périodes de dépression à tendances suicidaires, il fait l’expérience d’une « transformation intérieure ». Cette nuit-là, il se réveille en ressentant des sensations dépressives « presque insupportables », mais traverse ensuite une épiphanie qui change alors sa vie. Décrivant cette expérience, Tolle explique :
« Je ne pouvais plus vivre avec moi-même un instant de plus. Et de ceci sortit une question sans réponse : « Qui est ce « je » qui ne peut plus vivre avec son ego ? Qu’est-ce que l’ego ? » Je me sentis plongé dans un vide ! Je ne comprenais pas alors que, ce qui se passait, c’était que l’ego de l’esprit, avec sa pesanteur, ses problèmes, qui vit entre les regrets du passé et la peur du futur, s’était effondré. Il s’était dissout. Le lendemain matin, je me suis réveillé et tout était si paisible. La paix était là car il n’y avait pas d’ego. Juste la sensation d’une présence, un « état d’être », juste observant et regardant. »
Le lendemain matin, Tolle va se promener dans les rues de Londres. Il trouve alors que « tout y est miraculeux, profondément paisible. Même les embouteillages ». Le sentiment se prolonge, et il commence à ressentir une puissante sensation de paix à chaque instant.
 Tolle arrête d’étudier pour son doctorat, et pendant une période de deux ans environ, il passe la plupart de son temps assis, « dans un état de profonde félicité », sur les bancs publics de Russell Square, à Londres, à « regarder le monde passer ». Il loge parfois avec des amis dans un monastère bouddhiste, ou bien dort dans le parc de Hampstead Heath. Sa famille le prend pour « un irresponsable, voire un fou ». Tolle change son prénom Ulrich en 'Eckhart', en hommage au philosophe mystique allemand Maître Eckhart, selon certaines sources, tandis que d’autres sources prétendent qu’il ne s’agit que d’une coïncidence.

### Carrière
Après cette période, les anciens étudiants de Cambridge et les gens qu’il avait rencontrés par hasard, commencent à lui poser des questions sur ses découvertes. Il commence à travailler comme conseiller et enseignant spirituel. Des étudiants continuent à venir le voir les cinq années suivantes. Il déménage à Glastonbury, à trois heures de Londres. En 1995, il se sent poussé intérieurement à partir vers la côte ouest de l’Amérique du Nord ; après plusieurs voyages, il emménage à Vancouver, au Canada, où il rencontre celle qui devient sa femme, Kim Eng.
Le premier livre de Tolle, Le Pouvoir du moment présent, est publié une première fois en 1997, par Namaste Publishing. Seuls 3 000 exemplaires sont publiés pour la première édition. Tolle : « Je distribuais moi-même quelques exemplaires chaque semaine à des petites librairies de Vancouver… Des amis m’aidaient à placer des exemplaires du livre dans d’autres librairies plus éloignées. » Le livre est publié pour la première fois sous droit d’auteur par New World Library en 1999. En 2000, Oprah Winfrey recommande le livre dans son magazine O. En 2008, le livre est traduit à partir de l’anglais en 33 langues. Tolle publie son second livre Quiétude en 2003. 
En 2005, Tolle publie son troisième livre Nouvelle Terre (en) qu’Oprah Winfrey intègre dans son book club, en janvier 2008. Trois millions et demi d’exemplaires du livre sont vendus dans les quatre semaines qui suivent cette annonce. Tolle s’associe avec elle pour produire une série de sessions de webinaires, à partir de mai 2008. Les sessions hebdomadaires du webinaire incluent des discussions entre Tolle et Winfrey, des méditations silencieuses et des questions des participants via Skype. Chaque webinaire se concentre sur un chapitre spécifique de Nouvelle Terre. Le troisième webinaire attire plus de 11 millions de participants du monde entier.
Tolle monte l’entreprise Eckhart Teachings pour vendre des produits relatifs à ses enseignements. Il organise des conférences et des séminaires en anglais et occasionnellement en allemand et en espagnol. En 2003, dans une entrevue avec le Telegraph Magazine, il indique qu’il n’a pas l’intention de créer une « trop grosse structure commerciale », ni mettre en place un ashram ou un centre. Il pense que chacun doit « se développer de façon autonome » et dit « qu’il faut faire attention à ce que l’organisation ne devienne pas vénale ». Cependant certaines voix s’élèvent pour critiquer le rapport de Tolle avec l’argent. À titre d’exemple, une retraite de trois jours avec Eckhart Tolle à l’Omega Institute coûte environ 700 dollars.
En 2009, il crée un site Internet vidéo qu’il nomme Eckhart Tolle TV. En juin 2009, Tolle et Jim Carrey sont à l’affiche de la première conférence de la GATE (Global Alliance for Transformational Entertainment) dont ils sont tous deux membres fondateurs honoraires. En septembre, il apparaît avec le dalaï-lama et d’autres intervenants au Sommet pour la paix de Vancouver. Son dernier livre, Guardians of Being, est illustré d’images de Patrick McDonnell, le créateur de la bande dessinée Mutts.
Le 16 septembre 2017, Eckhart Tolle est invité à Paris par My Whole Project pour une conférence au Grand Rex (première fois en France) devant une salle comble et est interviewé dans le Journal Télévisé de France 2 qui le présente comme "Le Pape du bien-être".

### Enseignement
Tolle écrit dans son troisième livre Quiétude que « la seule fonction d’un tel enseignant est de vous aider à enlever ce qui vous sépare de la vérité… Les mots ne sont rien que des panneaux de signalisation. »
Tolle considère son livre Le Pouvoir du moment présent comme la « reformulation actualisée d’un enseignement spirituel intemporel, l’essence de toutes les religions ». Il écrit que les religions ont été tellement recouvertes de sujets étrangers à leur nature que leur substance spirituelle est devenue presque complètement obscurcie, qu’elles sont devenues « dans une grande mesure […] sujet de division plutôt que d’union des forces » et qu’elles sont devenues « elles-mêmes une part de la folie ».
Tolle comprend le second retour du Christ comme un évènement purement spirituel, prenant ainsi un peu de détachement face au christianisme traditionnel et à l'Islam. 
Tolle écrit que « la chose la plus importante qui puisse arriver à un être humain est le processus de séparation entre la pensée et la conscience » et que la conscience est « l’espace dans lequel les pensées existent » et que « la première cause de malheur n’est jamais la situation mais vos pensées à son sujet ».
Selon le site officiel de Tolle, « au cœur des enseignements de Tolle réside la transformation de la conscience, un éveil spirituel qu’il voit comme étant le prochain pas de l’évolution humaine. Un aspect essentiel de cet éveil consiste dans la transcendance de notre état de conscience basé sur l’ego. C’est une condition préalable non seulement pour le bonheur personnel mais aussi pour la fin des conflits violents endémiques sur notre planète. »
Dans Nouvelle Terre, Tolle écrit qu’un aspect majeur du dysfonctionnement humain est l’« ego », un « sentiment illusoire de soi » fondé sur une identification inconsciente avec ses mémoires et pensées, et qu’un autre aspect majeur est le « corps-souffrance », une accumulation de souffrances émotionnelles passées.
Tolle parle souvent de la pertinence des images dans la culture intellectuelle et populaire.
Il a réalisé un album de musique, en 2008, sous le titre de Music to Quiet the Mind, qui inclut des œuvres composées par Erik Satie, Claude Debussy, les Beatles, et des musiques d’artistes contemporains tels que Deva Premal, Jeff Johnson and Steve Roach.

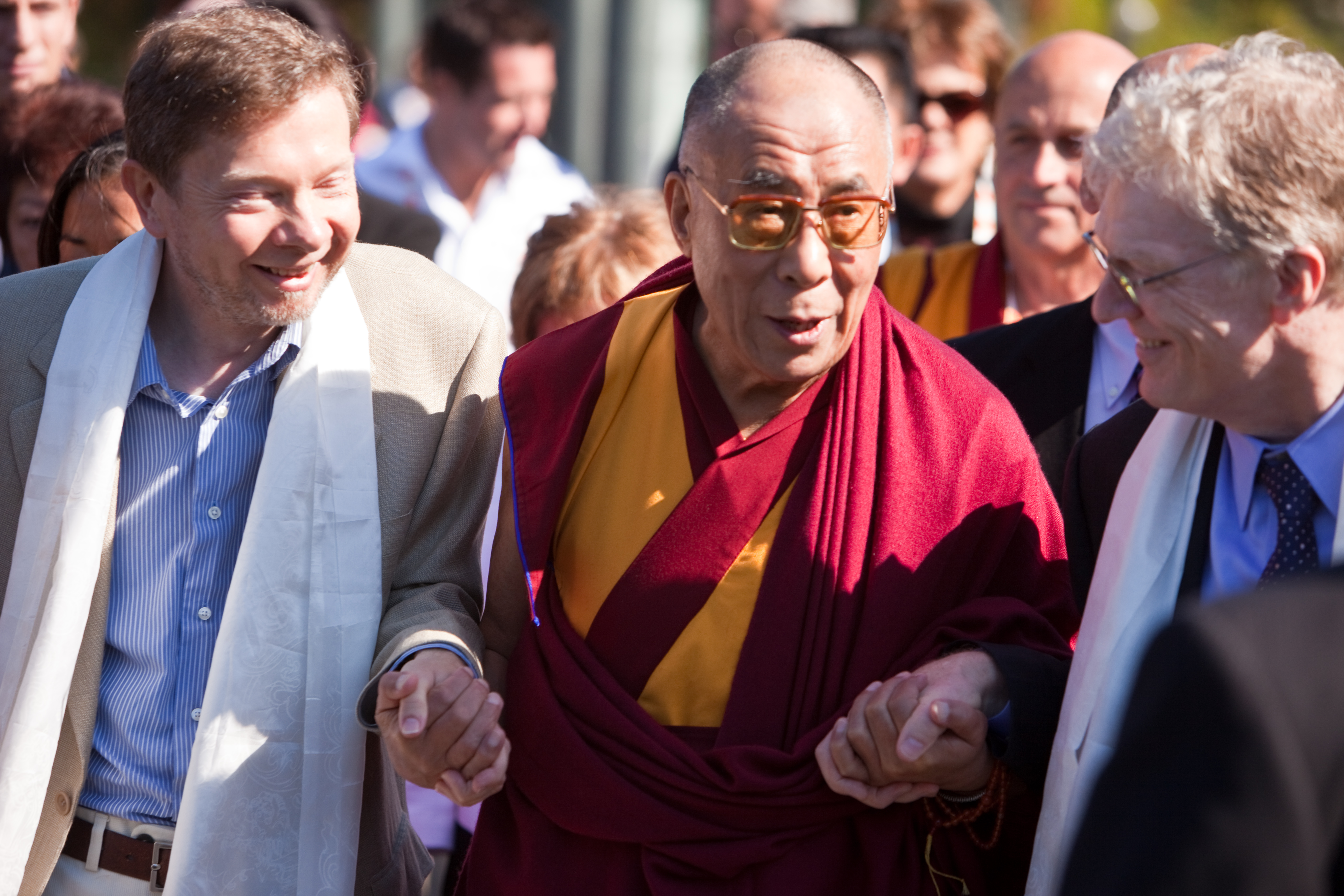
Eckhart Tolle, le 14e dalaï-lama et Ken Robinson.

Il participe au Sommet de la Paix à Vancouver organisé par Victor Chan et le Centre dalaï-lama pour la paix et l'éducation du 27 au 29 septembre 2009  avec le 14e dalaï-lama, Maria Shriver, Matthieu Ricard, Mary Robinson, Stephen Covey, Mairead Maguire, Betty Williams, Jody Williams, Murray Gell-Mann, le Blue Man Group, Kim Campbell et Mpho Andrea Tutu, un événement qui eut lieu au Chan Centre for the Performing Arts (en) et à l'Orpheum (en) et a réuni 5 000 personnes,.

## Influences
Selon un article de 2009 du New York Times, Tolle « n’est identifié à aucune religion », mais utilise des enseignements du bouddhisme zen, du soufisme, de l’hindouisme et de la Bible. Tolle a d'ailleurs déclaré[Où ?]  : « J’ai l’impression que mon travail vient d’un assemblage de « courants d'enseignement », si vous voulez les appeler comme ça, de Jiddu Krishnamurti et Ramana Maharshi ». Et lui-même mentionne des textes comme le Tao Te Ching, la Bhagavad Gita, l’Ancien Testament, le Nouveau Testament, à côté d’autres enseignements hindous et bouddhistes, ainsi que le livre Un cours en miracles.

## Popularité
En 2008, Jesse McKinley, du New York Times, parle de Tolle comme de « l’auteur spirituel le plus populaire aux États-Unis ». En 2011, le Watkins Review le place en première position sur une liste des « 100 personnalités les plus influentes spirituellement ». Cette popularité ne faiblit guère puisque Tolle occupe la quatrième place dans le classement 2020 du même magazine, derrière le Dalaï Lama, le pape François et Greta Thunberg. En 2009, les ventes totales du Pouvoir du moment présent et de Nouvelle Terre étaient estimées respectivement à trois et cinq millions d'exemplaires.

## L'œuvre face à la critique
Si les livres de Tolle ont reçu de nombreuses louanges, ils ont aussi fait l'objet de critiques négatives. 

### Accueil positif
Dans les critiques positives, on peut mentionner l'ex-rédacteur en chef du magazine EnlightenNext, Carter Phipps, pour qui « les écrits limpides de Tolle et la profondeur évidente de son expérience et de sa vision sont quelque chose d’unique. »  Parmi les admirateurs célèbres de Tolle, on compte Annie Lennox, Gillian Anderson, Jeff Goldblum, Zach Galifianakis, Oprah Winfrey, Ben Stiller, Meg Ryan, Jim Carrey, Trey Anastasio, Rainn Wilson et Dusty Baker.
Certains auteurs louent sa re-formulation et sa synthèse des traditions spirituelles. Auteur et ancien professeur à la London School of Economics, William Bloom écrit que « Tolle offre une synthèse très contemporaine de l’enseignement spirituel oriental, normalement si enveloppé dans un langage obscur qu’il en est incompréhensible », offrant ainsi « une perspective précieuse sur la culture occidentale ». L’éditrice Judith Kendra admet que « les idées dont parle Tolle existent depuis des milliers d’années à la fois dans les textes orientaux et dans les grandes mystiques occidentales, mais il est capable de les rendre compréhensibles ». Pour l’érudit baha'i et poète Jack McLean, « Tolle n’est pas un guru New Age, mais une personne qui a vécu une transformation spirituelle authentique radicale… Il touche à un certain nombre de traditions spirituelles, comme la religion chrétienne, l’hindouisme et le bouddhisme, mais il a développé sa propre formulation originale basée sur son expérience personnelle. Il demeure humble, de bonne humeur et n’est pas affecté par son succès populaire ».

### Accueil critique
Dans l'aire anglo-saxonne, Andrea Sachs, critique littéraire au Time Magazine, reproche au Pouvoir du moment présent d'être «noyé dans un charabia spirituel (awash in spiritual mumbo jumbo) ». D'autres critiques voient dans les ouvrages de Tolle un travail peu original. En 2009, un article du New York Times relève qu’« il n’est pas le premier écrivain à exploiter le désir des Américains en quête de sens et de succès ». Sara Nelson, rédactrice en chef de Publishers Weekly, pense que « les écrits de Tolle doivent leur succès à la mode des livres qui vous disent comment être plus heureux, plus apaisé et comment réussir dans la vie ». Dans The Observer, James Robinson qualifie les écrits de Tolle de « mélange de pseudo-science, de philosophie New Age, et d’enseignement emprunté à des religions établies ».
En France, Jean-François Dortier s'interroge dans le magazine Sciences Humaines sur la relation de l'être au temps que met en avant Tolle ; aux yeux de Dortier, l'humain se définit aussi à travers ses différentes perceptions de la temporalité, dont le souvenir et l'anticipation. Pour le psychanalyste et professeur de psychopathologie Jean-Michel Hirt, Eckhart Tolle, à l'instar d'autres enseignants en développement personnel, entretient chez l'être humain un « fantasme d’un homme qui pourrait s’accomplir par la maîtrise de soi et par la volonté grâce à des techniques». Et Hirt ajoute : « Dans ces pratiques, l’inconscient est le grand absent. Or, pour la psychanalyse, c’est lui le vrai maître du jeu, et, comme nous ne pouvons avoir qu’un accès très partiel à notre inconscient, nous ne sommes jamais les seuls maîtres à bord. Nous devons apprendre à vivre avec nos failles, nos manques, notre incomplétude ontologique. Pour le développement personnel, ce qui est visé, c’est l’épanouissement complet de l’être, et si nous n’y parvenons pas, si nous retombons dans nos “travers”, c’est que nous n’avons pas assez bien travaillé. Il nous faut alors reprendre l’entraînement ou essayer de nouvelles techniques. »

## Œuvres

### Éditions originales
- The Power of Now : A Guide to Spiritual Enlightenment, Novato, Californie, New World Library (réimpr. 2000, 2004) (1re éd. 1997), 228 p. (ISBN 9781577311768, lire en ligne)

### Éditions francophones
- Le Pouvoir du moment présent (2000)  (ISBN 978-2-920987-46-3)
- Mettre en pratique le pouvoir du moment présent (2002)  (ISBN 978-2920987609)
- Quiétude (2003)  (ISBN 2-920987-74-7), également publié en français sous le titre L'art du calme intérieur (2011)  (ISBN 978-2-290-03675-4)
- Nouvelle Terre (en) (2005)  (ISBN 978-2-89626-007-2)
- Le secret de Milton (2009)  (ISBN 978-2896260652)
- Unité avec toute vie (2009)  (ISBN 978-2896260669)
- Gardiens de l'être (en) (2010)  (ISBN 2896260714)
- L'art du calme intérieur (2011)  (ISBN 978-2-290-03675-4), également publié sous le titre Quiétude (2003)  (ISBN 2-920987-74-7)

### Livres audio
- Entrer dans le moment présent (2020)  (ISBN 9782897363468)
- La conscience de l'être
- L'épanouissement De La Conscience Humaine
- Portes D'Accès Au Moment Présent
- Vivre La Paix Intérieure
- Vivre libéré
- Retraite à Findhorn
- Unité avec toute vie